# Ширазі (салат)
Салат Ширазі́ (Шираз) — традиційна й найпоширеніша іранська страва родом з південного міста Шираз (Іран; історично Персія). Салат зазвичай подають як закуску до основної страви. Ширазі зустрічається в меню практично кожного іранського ресторану і кафе.

## Опис
Є основним видом гарніру. Зазвичай його подають перед стравами з м'яса, насамперед різними видами кебабу, або з рису. Влітку салат Ширазі може виступати самостійною стравою. Часто додають до іранського рагу, що зменшить гостроту останнього.

## Історія
Складові цього салату сформувалися лише в середині XIX ст., оскільки до стародавнього рецепту було додано помідори. Основними інгредієнтами є помідори, огірки, червона цибуля, вержус (вважається центральним інгредієнтом), оливкова олія, м'ята, морська сіль, іноді можуть використовувати перець, сумах та зерна гранату.

## Рецепт
Нарізати 3 помідори та 3 огірки, 1 цибулю, перемішати. Потім додати нарізану м'яту. Вичавити 2 лимони, додати сіль 1/3 стакану вержуса, 2 столові ложки оливкової олії, а також при бажанні перець, 2 чайні ложки сумаху і 200 г зерен гранату. Все добре перемішати.